# 13-й созыв Палаты общин Канады
13-й созыв Палаты общин Канады был избран на федеральных выборах, прошедших 17 декабря 1917 года, и заседал с 18 марта 1918 года по 4 октября 1921 года.
На момент избрания парламент состоял из 235 депутатов, избранных по одномандатным округам (см. список канадских избирательных округов за 1914—1924 годы). В ходе срока полномочий парламента некоторые места стали вакантными из-за смерти депутатов, их отставки, а также по причине их назначения в Сенат Канады. Впоследствии эти места были замещены депутатами, избранными на довыборах.
Большинство в парламенте принадлежало Юнионистской партии, которая получила право сформировать правительство. Спикером был избран юнионист Эдгар Нельсон Роудс. Премьер-министром на момент открытия парламента был сэр Роберт Борден (возглавлявший 10-е правительство Канады). 10 июля 1920 года на посту премьер-министра и лидера юнионистов его сменил Артур Мейен, который возглавил 11-е правительство Канады.
Официальной оппозицией в парламенте была Либеральная партия Канады (Либералы Лорье). До 1919 года её лидером был Уилфрид Лорье. После его смерти временным лидером стал Дэниэл Дункан Маккензи, затем либералов возглавил Уильям Лайон Макензи Кинг.
За время своей работы 13-й Парламент Канады провёл пять сессий. Третья сессия была открыта Принцем Уэльским Эдвардом (впоследствии ставшим королём Эдуардом VIII).
| сессия    | Начало               | Конец               |
| --------- | -------------------- | ------------------- |
| Первая    | 18 марта 1918 года   | 24 мая 1918 года    |
| Вторая    | 20 февраля 1919 года | 7 июля 1919 года    |
| Третья    | 1 сентября 1919 год  | 10 ноября 1919 года |
| Четвёртая | 26 февраля 1920 года | 1 июля 1920 года    |
| Пятая     | 14 февраля 1921 года | 4 июня 1921 года    |

## Список членов 13-го созыва Палаты общин Канады
Ниже представлен полный список членов 13-го созыва Палаты общин Канады, отсортированный по провинциям, а затем по избирательным округам в их алфавитном порядке. Жирным курсивом выделены премьер-министры, жирным — члены правительства, курсивом — лидеры оппозиции, жирным подчёркнутым шрифтом — спикер.
Избирательные округа, обозначенные звездочкой (*), указывают, что от этого округа избирались сразу два члена парламента.

### Альберта
| Избирательный округ | Избирательный округ | Имя                                                     | Партия         |
| ------------------- | ------------------- | ------------------------------------------------------- | -------------- |
| Баттл-Ривер         |                     | Уильям Джон Блэр                                        | Юнионистская   |
| Боу-Ривер           |                     | Говард Хэдден Халладей                                  | Юнионистская   |
| Виктория            |                     | Уильям Генри Уайт                                       | Либералы Лорье |
| Восточный Калгари   |                     | Дэниел Ли Редмен                                        | Юнионистская   |
| Калгари Запад       |                     | Томас Твиди                                             | Юнионистская   |
| Летбридж            |                     | Уильям Эшбери Бьюкенен                                  | Юнионистская   |
| Маклауд             |                     | Хью Мюррей Шоу                                          | Юнионистская   |
| Медисин-Хат         |                     | Артур Сифтон (умер 21 января 1921 года)                 | Юнионистская   |
| Медисин-Хат         |                     | Роберт Гардинер (избран 27 июня 1921 года на довыборах) | Прогрессивная  |
| Ред-Дир             |                     | Майкл Кларк                                             | Юнионистская   |
| Ред-Дир             | Прогрессивная       | Майкл Кларк                                             |                |
| Страткона           |                     | Джеймс Маккри Дуглас                                    | Юнионистская   |
| Эдмонтон Восток     |                     | Генри Артур Макки                                       | Юнионистская   |
| Эдмонтон Запад      |                     | Уильям Антробус Грисбах                                 | Юнионистская   |

### Британская Колумбия
| Избирательный округ | Избирательный округ | Имя                                                                              | Партия         |
| ------------------- | ------------------- | -------------------------------------------------------------------------------- | -------------- |
| Беррард             |                     | Сэнфорд Джонстон Кроу                                                            | Юнионистская   |
| Карибу              |                     | Фредерик Джон Фултон                                                             | Юнионистская   |
| Комокс-Олберни      |                     | Герберт Сильвестр Клементс                                                       | Юнионистская   |
| Кутеней Восток      |                     | Сол Боннелл                                                                      | Юнионистская   |
| Кутеней Запад       |                     | Роберт Фрэнсис Грин                                                              | Юнионистская   |
| Ненеймо             |                     | Джон Чарльз Макинтош                                                             | Юнионистская   |
| Нью-Вестминстер     |                     | Уильям Гарланд Маккуорри                                                         | Юнионистская   |
| Скина               |                     | Сайрус Уэсли Пек                                                                 | Юнионистская   |
| Ванкувер Центр      |                     | Генри Герберт Стивенс                                                            | Юнионистская   |
| Ванкувер Юг         |                     | Ричард Клайв Купер                                                               | Юнионистская   |
| Виктория-Сити       |                     | Саймон Фрейзер Толми (ушёл в отставку в связи с назначением министром)           | Юнионистская   |
| Виктория-Сити       |                     | Саймон Фрейзер Толми (переизбран 27 октября 1919 года на министерских довыборах) | Юнионистская   |
| Округ Вестминстер   |                     | Фрэнк Бейнард Стейси                                                             | Юнионистская   |
| Йель                |                     | Мартин Баррелл (ушёл в отставку, назначен парламентским библиотекарем)           | Юнионистская   |
| Йель                |                     | Джон Армстронг Маккельви (избран на довыборах 22 ноября 1920 года)               | Консервативная |

### Манитоба
| Избирательный округ | Избирательный округ | Имя                     | Партия         |
| ------------------- | ------------------- | ----------------------- | -------------- |
| Брендон             |                     | Говард Примроуз Уидден  | Юнионистская   |
| Дофин               |                     | Роберт Круз             | Юнионистская   |
| Лисгар              |                     | Феррис Болтон           | Юнионистская   |
| Макдональд          |                     | Ричард Коу Хендерс      | Юнионистская   |
| Маркетт             |                     | Томас Александр Крерар  | Юнионистская   |
| Нипава              |                     | Фред Лэнгдон Дэвис      | Юнионистская   |
| Нельсон             |                     | Джон Арчибальд Кэмпбелл | Юнионистская   |
| Портидж-ла-Прери    |                     | Артур Мейен             | Юнионистская   |
| Провенчер           |                     | Джон Патрик Моллой      | Либералы Лорье |
| Селкирк             |                     | Томас Хей               | Юнионистская   |
| Саурис              |                     | Альберт Эрнест Финли    | Юнионистская   |
| Спрингфилд          |                     | Роберт Лорн Ричардсон   | Юнионистская   |
| Виннипег Центр      |                     | Джордж Уильям Эндрюс    | Юнионистская   |
| Виннипег Север      |                     | Мэтью Роберт Блейк      | Юнионистская   |
| Виннипег Юг         |                     | Джордж Уильям Аллан     | Юнионистская   |
| Виннипег Юг         | независимый         | Джордж Уильям Аллан     |                |

### Нью-Брансуик
| Избирательный округ | Избирательный округ | Имя                                                              | Партия                      |
| ------------------- | ------------------- | ---------------------------------------------------------------- | --------------------------- |
| Шарлотт             |                     | Томас Аарон Хартт                                                | Юнионистская                |
| Глостер             |                     | Онесифор Тарджон                                                 | Либералы Лорье              |
| Кент                |                     | Огюст Теофил Леже                                                | Либералы Лорье              |
| Нортумберленд       |                     | Уильям Стюарт Лоджи                                              | Юнионистская                |
| Рестигуш-Мадаваска  |                     | Пиус Мишо                                                        | Либералы Лорье              |
| Ройал               |                     | Хью Хэвлок Маклин                                                | Юнионистская                |
| Сент-Джон-Альберт * |                     | Стэнли Эдвард Элкин                                              | Юнионистская                |
| Сент-Джон-Альберт * |                     | Руперт Уилсон Уигмор                                             | Юнионистская                |
| Сент-Джон-Альберт * |                     | Руперт Уилсон Уигмор (избран на довыборах 20 сентября 1920 года) | Консервативная              |
| Виктория-Карлтон    |                     | Фрэнк Бродстрит Карвелл                                          | Юнионистская                |
| Виктория-Карлтон    |                     | Томас Уэйкм Колдуэлл (избран на довыборах 17 октября 1919 года)  | Объединенные фермеры Канады |
| Уэстморленд         |                     | Артур Блисс Копп                                                 | Либералы Лорье              |
| Йорк-Санбери        |                     | Гарри Фултон Маклауд                                             | Юнионистская                |
| Йорк-Санбери        |                     | Ричард Хэнсон (избран на довыборах 28 мая 1921 года)             | Консервативная              |

### Новая Шотландия
| Избирательный округ             | Избирательный округ | Имя                                                                                           | Партия              |
| ------------------------------- | ------------------- | --------------------------------------------------------------------------------------------- | ------------------- |
| Антигониш-Гайсборо              |                     | Джон Говард Синклер                                                                           | Либералы Лорье      |
| Кейп-Бретон Юг и Ричмонд *      |                     | Роберт Гамильтон Баттс                                                                        | Юнионистская        |
| Кейп-Бретон Юг и Ричмонд *      |                     | Джон Кэри Дуглас                                                                              | Юнионистская        |
| Колчестер                       |                     | Флеминг Бланшар Маккарди (подал в отставку 13 июля 1920 года в связи с назначением министром) | Юнионистская        |
| Колчестер                       |                     | Флеминг Бланшар Маккарди (избран на довыборах 20 сентября 1920 года)                          | Националист-либерал |
| Камберленд                      |                     | Эдгар Нельсон Роудс                                                                           | Юнионистская        |
| Дигби и Аннаполис               |                     | Авард Лонгли Дэвидсон                                                                         | Юнионистская        |
| Галифакс *                      |                     | Александр Кеннет Маклин                                                                       | Юнионистская        |
| Галифакс *                      |                     | Питер Фрэнсис Мартин                                                                          | Юнионистская        |
| Хантс                           |                     | Хэдли Браун Тремейн                                                                           | Юнионистская        |
| Инвернесс                       |                     | Александр Уильям Чисхолм                                                                      | Либералы Лорье      |
| Кингс                           |                     | Роберт Лэрд Борден                                                                            | Юнионистская        |
| Луненбург                       |                     | Уильям Дафф                                                                                   | Либералы Лорье      |
| Северный Кейп-Бретон и Виктория |                     | Дэниэл Данкан Маккензи                                                                        | Либералы Лорье      |
| Пикту                           |                     | Александр Макгрегор                                                                           | Юнионистская        |
| Шелберн и Куинс                 |                     | Уильям Стивенс Филдинг                                                                        | Юнионистская        |
| Ярмут и Клэр                    |                     | Эдгар Кит Спинни                                                                              | Юнионистская        |

### Онтарио
| Избирательный округ       | Избирательный округ | Имя                                                             | Партия                                 |
| ------------------------- | ------------------- | --------------------------------------------------------------- | -------------------------------------- |
| Алгома Восток             |                     | Джордж Брекен Николсон                                          | Юнионистская                           |
| Алгома Запад              |                     | Томас Эдвард Симпсон                                            | Юнионистская                           |
| Брантфорд                 |                     | Уильям Фостер Кокшатт                                           | Юнионистская                           |
| Брант                     |                     | Джон Харольд                                                    | Юнионистская                           |
| Брюс Север                |                     | Хью Кларк                                                       | Юнионистская                           |
| Брюс Юг                   |                     | Reuben Eldridge Truax                                           | Либералы Лорье                         |
| Карлтон                   |                     | Джордж Бойс                                                     | Юнионистская                           |
| Дафферин                  |                     | Джон Бест                                                       | Юнионистская                           |
| Дандас                    |                     | Оррен Д. Касселман                                              | Юнионистская                           |
| Дарем                     |                     | Ньютон Уэсли Рауэлл                                             | Юнионистская                           |
| Элгин Восток              |                     | Дэвид Маршалл (died 14 February 1920)                           | Юнионистская                           |
| Элгин Восток              |                     | Sydney Smith McDermand (by-election of 1920-11-22)              | Объединённые фермеры Онтарио           |
| Элгин Запад               |                     | Thomas Wilson Crothers                                          | Юнионистская                           |
| Эссекс Север              |                     | William Costello Kennedy                                        | Либералы Лорье                         |
| Эссекс Юг                 |                     | John Wesley Brien                                               | Юнионистская                           |
| Форт-Уильям и Рейни-Ривер |                     | Роберт Джеймс Манион                                            | Юнионистская                           |
| Фронтенак                 |                     | John Wesley Edwards                                             | Юнионистская                           |
| Гленгарри и Стормонт      |                     | John McMartin (died 12 April 1918)                              | Юнионистская                           |
| Гленгарри и Стормонт      |                     | John Wilfred Kennedy (by-election of 1919-10-27)                | Объединённые фермеры Онтарио-лейборист |
| Гренвилл                  |                     | Джон Доусли Рид                                                 | Юнионистская                           |
| Грей Север                |                     | William Sora Middlebro                                          | Юнионистская                           |
| Грей Юго-Восток           |                     | Robert James Ball                                               | Юнионистская                           |
| Haldimand                 |                     | Francis Ramsey Lalor                                            | Юнионистская                           |
| Halton                    |                     | Robert King Anderson                                            | Юнионистская                           |
| Гамильтон Восток          |                     | Сидни Чилтон Мьюберн                                            | Юнионистская                           |
| Гамильтон Запад           |                     | Thomas Joseph Stewart                                           | Юнионистская                           |
| Гастингс Восток           |                     | Thomas Henry Thompson                                           | Юнионистская                           |
| Гастингс Запад            |                     | Edward Guss Porter                                              | Юнионистская                           |
| Гурон Север               |                     | James Bowman                                                    | Юнионистская                           |
| Гурон Юг                  |                     | Jonathan Joseph Merner                                          | Юнионистская                           |
| Кент                      |                     | Archibald Blake McCoig                                          | Либералы Лорье                         |
| Кингстон                  |                     | Уильям Фолджер Никл (подал в отставку 7 июля 1919 года)         | Юнионистская                           |
| Кингстон                  |                     | Генри Люмлей Дрейтон (избран на довыборах 20 октября 1919 года) | Консервативная                         |
| Lambton East              |                     | Joseph Elijah Armstrong                                         | Юнионистская                           |
| Lambton West              |                     | Frederick Forsyth Pardee                                        | Юнионистская                           |
| Ланарк                    |                     | Adelbert Edward Hanna (died 27 February 1918)                   | Юнионистская                           |
| Ланарк                    |                     | John Alexander Stewart (by-election of 1918-05-02)              | Юнионистская                           |
| Лидс                      |                     | Уильям Томас Уайт                                               | Юнионистская                           |
| Леннокс и Эддингтон       |                     | William James Paul                                              | Юнионистская                           |
| Линкольн                  |                     | James Dew Chaplin                                               | Юнионистская                           |
| Лондон                    |                     | Hume Blake Cronyn                                               | Юнионистская                           |
| Middlesex East            |                     | Samuel Francis Glass                                            | Юнионистская                           |
| Middlesex West            |                     | Duncan Campbell Ross                                            | Либералы Лорье                         |
| Muskoka                   |                     | Peter McGibbon                                                  | Юнионистская                           |
| Nipissing                 |                     | Charles Robert Harrison                                         | Юнионистская                           |
| Норфолк                   |                     | William Andrew Charlton                                         | Юнионистская                           |
| Northumberland            |                     | Charles Arthur Munson                                           | Юнионистская                           |
| Онтарио Север             |                     | Samuel Simpson Sharpe (died in office)                          | Юнионистская                           |
| Онтарио Север             |                     | Robert Henry Halbert (by-election of 1919-12-09)                | независимый                            |
| Онтарио Юн                |                     | Уильям Смит                                                     | Юнионистская                           |
| Оттава (город)*           |                     | John Léo Chabot                                                 | Юнионистская                           |
| Оттава (город)*           |                     | Alfred Ernest Fripp                                             | Юнионистская                           |
| Oxford North              |                     | Edward Walter Nesbitt                                           | Юнионистская                           |
| Oxford South              |                     | Donald Sutherland                                               | Юнионистская                           |
| Parkdale                  |                     | Herbert Macdonald Mowat                                         | Юнионистская                           |
| Parry Sound               |                     | James Arthurs                                                   | Юнионистская                           |
| Peel                      |                     | Samuel Charters                                                 | Юнионистская                           |
| Perth North               |                     | Hugh Boulton Morphy                                             | Юнионистская                           |
| Perth South               |                     | Michael Steele                                                  | Юнионистская                           |
| Peterborough East         |                     | John Albert Sexsmith                                            | Юнионистская                           |
| Peterborough West         |                     | John Hampden Burnham (until resignation)                        | Юнионистская                           |
| Peterborough West         |                     | George Newcombe Gordon (by-election of 1921-02-07)              | Либеральная                            |
| Порт-Артур и Кенора       |                     | Francis Henry Keefer                                            | Юнионистская                           |
| Прескотт                  |                     | Edmond Proulx                                                   | Либералы Лорье                         |
| Принс-Эдвард              |                     | Bernard Rickart Hepburn                                         | Юнионистская                           |
| Renfrew North             |                     | Herbert John Mackie                                             | Юнионистская                           |
| Renfrew South             |                     | Isaac Ellis Pedlow                                              | Либералы Лорье                         |
| Расселл                   |                     | Чарльз Мёрфи                                                    | Либералы Лорье                         |
| Simcoe East               |                     | James Brockett Tudhope                                          | Юнионистская                           |
| Simcoe North              |                     | John Allister Currie                                            | Юнионистская                           |
| Simcoe South              |                     | William Alves Boys                                              | Юнионистская                           |
| Timiskaming               |                     | Francis Cochrane (died in office)                               | Юнионистская                           |
| Timiskaming               |                     | Angus McDonald (by-election of 1920-04-07)                      | независимый                            |
| Toronto Centre            |                     | Edmund James Bristol                                            | Юнионистская                           |
| Toronto East              |                     | Альберт Эдвард Кемп                                             | Юнионистская                           |
| Toronto North             |                     | Джордж Юлас Фостер                                              | Юнионистская                           |
| Toronto South             |                     | Charles Sheard                                                  | Юнионистская                           |
| Toronto West              |                     | Horatio Clarence Hocken                                         | Юнионистская                           |
| Victoria                  |                     | Sam Hughes                                                      | Юнионистская                           |
| Waterloo North            |                     | William Daum Euler                                              | Либералы Лорье                         |
| Waterloo South            |                     | Frank Stewart Scott                                             | Юнионистская                           |
| Welland                   |                     | Evan Eugene Fraser                                              | Юнионистская                           |
| Wellington North          |                     | William Aurelius Clarke                                         | Юнионистская                           |
| Wellington South          |                     | Хью Гатри                                                       | Юнионистская                           |
| Wentworth                 |                     | Gordon Crooks Wilson                                            | Юнионистская                           |
| York East                 |                     | Thomas Foster                                                   | Юнионистская                           |
| York North                |                     | John Alexander Macdonald Armstrong                              | Юнионистская                           |
| York South                |                     | Уильям Финдли Маклин                                            | Юнионистская                           |
| York West                 |                     | Thomas George Wallace                                           | Юнионистская                           |

### Остров Принца Эдуарда
| Избирательный округ | Избирательный округ | Имя                                                                   | Партия         |
| ------------------- | ------------------- | --------------------------------------------------------------------- | -------------- |
| Кингс               |                     | Джеймс Макисаак                                                       | Юнионистская   |
| Принс               |                     | Джозеф Рид (умер 6 апреля 1919 года)                                  | Либералы Лорье |
| Принс               |                     | Уильям Лайон Маккензи Кинг (избран на довыборах 20 октября 1920 года) | Либеральная    |
| Куинс *             |                     | Дональд Николсон                                                      | Юнионистская   |
| Куинс *             |                     | Джон Юэн Синклер                                                      | Либералы Лорье |

### Квебек
| Избирательный округ          | Избирательный округ | Имя                                                       | Партия         |
| ---------------------------- | ------------------- | --------------------------------------------------------- | -------------- |
| Argenteuil                   |                     | Peter Robert McGibbon                                     | Либералы Лорье |
| Баго                         |                     | Joseph Edmond Marcile                                     | Либералы Лорье |
| Beauce                       |                     | Henri Sévérin Béland                                      | Либералы Лорье |
| Beauharnois                  |                     | Louis-Joseph Papineau                                     | Либералы Лорье |
| Bellechasse                  |                     | Charles Alphonse Fournier                                 | Либералы Лорье |
| Berthier                     |                     | Joseph-Charles-Théodore Gervais                           | Либералы Лорье |
| Bonaventure                  |                     | Charles Marcil                                            | Либералы Лорье |
| Brome                        |                     | Andrew Ross McMaster                                      | Либералы Лорье |
| Chambly—Verchères            |                     | Жозеф Аршамбо                                             | Либералы Лорье |
| Champlain                    |                     | Arthur Lesieur Desaulniers                                | Либералы Лорье |
| Charlevoix—Montmorency       |                     | Pierre-François Casgrain                                  | Либералы Лорье |
| Chicoutimi—Saguenay          |                     | Эдмон Савар                                               | Либералы Лорье |
| Châteauguay—Huntingdon       |                     | Джеймс Александер Робб                                    | Либералы Лорье |
| Compton                      |                     | Aylmer Byron Hunt                                         | Либералы Лорье |
| Dorchester                   |                     | Lucien Cannon                                             | Либералы Лорье |
| Drummond—Arthabaska          |                     | Joseph Ovide Brouillard                                   | Либералы Лорье |
| Gaspé                        |                     | Rodolphe Lemieux                                          | Либералы Лорье |
| George-Étienne Cartier       |                     | Samuel William Jacobs                                     | Либералы Лорье |
| Hochelaga                    |                     | Joseph Edmond Lesage                                      | Либералы Лорье |
| Hull                         |                     | Joseph-Éloi Fontaine                                      | Либералы Лорье |
| Jacques Cartier              |                     | David Arthur Lafortune                                    | Либералы Лорье |
| Joliette                     |                     | Жан-Жозеф Дени                                            | Либералы Лорье |
| Камураска                    |                     | Эрнест Лапуант (ушёл в отставку 14 октября 1919 года)     | Либералы Лорье |
| Камураска                    |                     | Charles Adolphe Stein (by-election of 1920-03-31)         | Либеральная    |
| Labelle                      |                     | Hyacinthe-Adélard Fortier                                 | Либералы Лорье |
| Laprairie—Napierville        |                     | Roch Lanctôt                                              | Либералы Лорье |
| L’Assomption—Montcalm        |                     | Paul-Arthur Séguin                                        | Либералы Лорье |
| Laurier—Outremont            |                     | Pamphile Réal Blaise Nugent Du Tremblay                   | Либералы Лорье |
| Laval—Two Mountains          |                     | Joseph Arthur Calixte Éthier                              | Либералы Лорье |
| Lévis                        |                     | Жозеф-Бутен Бурасса                                       | Либералы Лорье |
| L’Islet                      |                     | Жозеф-Фернан Фафар                                        | Либералы Лорье |
| Lotbinière                   |                     | Тома Вьен                                                 | Либералы Лорье |
| Maisonneuve                  |                     | Родольф Лемьё                                             | Либералы Лорье |
| Maskinongé                   |                     | Hormidas Mayrand                                          | Либералы Лорье |
| Matane                       |                     | Франсуа Жан Пеллетье                                      | Либералы Лорье |
| Mégantic                     |                     | Lucien Turcotte Pacaud                                    | Либералы Лорье |
| Missisquoi                   |                     | William Frederic Kay                                      | Либералы Лорье |
| Montmagny                    |                     | Joseph Bruno Aimé Miville Déchêne                         | Либералы Лорье |
| Nicolet                      |                     | Arthur Trahan                                             | Либералы Лорье |
| Понтиак                      |                     | Frank S. Cahill                                           | Либералы Лорье |
| Портнёф                      |                     | Мишель-Симеон Делайл                                      | Либералы Лорье |
| Quebec County                |                     | Henri-Edgar Lavigueur                                     | Либералы Лорье |
| Квебек Восток                |                     | Уилфрид Лорье (умер 17 февраля 1919 года)                 | Либералы Лорье |
| Квебек Восток                |                     | Эрнест Лапуант (избран на довыборах 27 октября 1919 года) | Либералы Лорье |
| Квебек Юг                    |                     | Чарльз Гэвэн Пауэр                                        | Либералы Лорье |
| Квебек Запад                 |                     | Жорж Паран                                                | Либералы Лорье |
| Ришельё                      |                     | Пьер-Жозеф-Артюр Карден                                   | Либералы Лорье |
| Richmond—Wolfe               |                     | Edmund William Tobin                                      | Либералы Лорье |
| Римуски                      |                     | Эммануэль д’Анжу                                          | Либералы Лорье |
| Сент-Анн                     |                     | Чарльз Джозеф Дохерти                                     | Юнионистская   |
| Сент-Антуан                  |                     | Герберт Браун Эймс                                        | Юнионистская   |
| Сен-Дени                     |                     | Alphonse Verville                                         | Либералы Лорье |
| St. Hyacinthe—Rouville       |                     | Louis Joseph Gauthier                                     | Либералы Лорье |
| Сент-Джеймс                  |                     | Луи Оде Лапуант (died 7 February 1920)                    | Либералы Лорье |
| Сент-Джеймс                  |                     | Фернан Ренфре (by-election of 1920-04-07)                 | Либеральная    |
| St. Johns—Iberville          |                     | Marie Joseph Demers                                       | Либералы Лорье |
| St. Lawrence—St. George      |                     | Чарльз Баллантайн                                         | Юнионистская   |
| Сент-Мэри                    |                     | Эрмас Делорье                                             | Либералы Лорье |
| Шеффорд                      |                     | Georges Henri Boivin                                      | Либералы Лорье |
| Шербрук (город)              |                     | Francis N. McCrea                                         | Либералы Лорье |
| Stanstead                    |                     | Willis Keith Baldwin                                      | Либералы Лорье |
| Terrebonne                   |                     | Jules-Édouard Prévost                                     | Либералы Лорье |
| Three Rivers and St. Maurice |                     | Jacques Bureau                                            | Либералы Лорье |
| Témiscouata                  |                     | Charles Arthur Gauvreau                                   | Либералы Лорье |
| Vaudreuil—Soulanges          |                     | Gustave Benjamin Boyer                                    | Либералы Лорье |
| Westmount—St. Henri          |                     | Joseph Alfred Leduc                                       | Либералы Лорье |
| Райт                         |                     | Emmanuel Berchmans Devlin                                 | Либералы Лорье |
| Ямаска                       |                     | Оскар Гладю (died 5 December 1920)                        | Либералы Лорье |
| Ямаска                       |                     | Aimé Boucher (by-election of 1921-05-28)                  | Либеральная    |

### Саскачеван
| Избирательный округ | Избирательный округ | Имя                                                              | Партия                      |
| ------------------- | ------------------- | ---------------------------------------------------------------- | --------------------------- |
| Assiniboia          |                     | Джон Гилландерс Таррифф (23 сентября 1918 года назначен в Сенат) | Юнионистская                |
| Assiniboia          |                     | Оливер Роберт Гулд (дополнительные выборы 1919-10-27)            | Объединённые фермеры Канады |
| Баттлфорд           |                     | Генри Освальд Райт                                               | Юнионистская                |
| Гумбольдт           |                     | Норман Лэнг                                                      | Юнионистская                |
| Киндерсли           |                     | Эдвард Томас Уордон Майерс                                       | Юнионистская                |
| Ласт-Маунтин        |                     | Джон Фредерик Джонстон                                           | Юнионистская                |
| Mackenzie           |                     | Джон Флойдс Рейд                                                 | Юнионистская                |
| Maple Creek         |                     | Джон Арчибальд Махарг                                            | Юнионистская                |
| Мус-Джо             |                     | Джеймс Александр Колдер                                          | Юнионистская                |
| Северный Батлфорд   |                     | Чарльз Эдвин Лонг                                                | Юнионистская                |
| Принс-Альберт       |                     | Эндрю Нокс                                                       | Юнионистская                |
| Принс-Альберт       | Прогрессивная       | Эндрю Нокс                                                       |                             |
| Qu’Appelle          |                     | Леви Томсон                                                      | Юнионистская                |
| Реджайна            |                     | Уолтер Дэви Коуэн                                                | Юнионистская                |
| Saltcoats           |                     | Томас Макнатт                                                    | Юнионистская                |
| ирга ольхолистная   |                     | Джеймс Роберт Уилсон                                             | Юнионистская                |
| Свифт-Каррент       |                     | Айра Юджин Спорить                                               | Юнионистская                |
| Weyburn             |                     | Ричард Фредерик Томпсон                                          | Юнионистская                |

### Юкон
| Избирательный округ | Избирательный округ | Имя             | Партия       |
| ------------------- | ------------------- | --------------- | ------------ |
| Юкон                |                     | Альфред Томпсон | Юнионистская |

## Довыборы
By-elections to the 13th Canadian Parliament